# Přenos (lékařství)

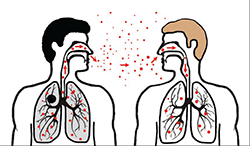
ke kapénkovému přenosu patogenu může dojít typicky při kýchání či kašli, pokud si nakažený nekryje ústa

Přenos (nakažlivost) je v lékařství, veřejném zdraví a biologii předání patogenu způsobujícího infekční onemocnění z nakaženého hostitele nebo skupiny na jedince nebo skupinu bez ohledu na to, jestli byl už předtím nakažen. Přenosem dojde k předání mikroorganismů jedním z následující způsobů:
- vzdušný přenos –⁠ částicemi menšími než 5 μm, které se po dlouhou dobu udrží ve vzduchu
- kapénkový přenos –⁠ částicemi většími než 5 μm, které zůstávají ve vzduchu krátký čas, většinou za přítomnosti hostitele
- přímý fyzický kontakt –⁠ dotekem s nakaženým jedincem včetně sexuálního kontaktu
- nepřímý fyzický přenos –⁠ dotekem kontaminovaného povrchu včetně půdy (zadřenou třískou, píchnutí moskytem, tasemnice v nedostatečně tepelně upraveném vepřovém mase, zoonóza, paraziti s komplexním životním cyklem, např. klíště).
- fekálně-orální přenos – přes neumyté ruce, kontaminované jídlo nebo voda
- komunitní přenos – zdroj infekce pro šíření nemoci je neznámý nebo chybí propojení kontaktů pacienta s lidmi, od kterých se nakazil; ukazuje na neschopnost určit epidemiologickou posloupnost šíření v komunitě v rámci potvrzených případů